# Saint-Étienne-du-Rouvray
Saint-Étienne-du-Rouvray és un municipi francès, situat al departament del Sena Marítim i a la regió de Normandia. L'any 1999 tenia 29.092 habitants.